# تپه کله شک
تپه کله شک مربوط به دوره اشکانیان است و در شهرستان گیلانغرب، بخش مرکزی، دهستان چله، ۲۰۰ متری غرب تاج سد کله شک واقع شده و این اثر در تاریخ ۱۸ اسفند ۱۳۸۷ با شمارهٔ ثبت ۲۴۸۴۰ به‌عنوان یکی از آثار ملی ایران به ثبت رسیده است.

### ثبت علم تکیه
یک مُهر استوانه‌ای مربوط به دورۀ آشوری نو در محوطۀ باستانی سد «کله‌شک» کشف شده‌است که به‌طور جداگانه در روز ۱۳ اسفند ۱۴۰۲ در فهرست میراث ملی ایران به ثبت رسیده‌است.